# 約瑟夫·萊特 (語言學家)
約瑟夫·萊特（英語：Joseph Wright，1855年10月31日—1930年2月27日），FBA，是牛津大學的比較語言學教授，也是知名小說家兼語言學家J·R·R·托尔金的老師。他出身低下，但最終成了一名學者，最為著名的成就是編撰《英語方言辭典》。

## 生平
萊特出生於約克郡布拉福附近的塔克利，是一個工人家庭的第七個小孩。他在六歲時成為一名車伕，之後又在一間約克郡的工廠做一名落紗工，而他也從未受過任何的正式教育。
他在十五歲時學會讀寫，並為語言所著迷。(之後)他在德國唸書並在1885年以《印歐語言母音系統在希臘語中的質量變化》（Qualitative and Quantitative Changes of the Indo-Germanic Vowel System in Greek）一文取得博士學位。在1891年到1901年的期間他擔任副教授（Dupty Professor）一職，之後自1901年至1925年這段期間，他在牛津大學擔任比較語言學的教授。
他專精於日耳曼語言，並寫了關於古英語、中古英語、古高地德語、中古高地德語和哥德語等語言語法的相當數量的介紹，他寫的這些書在他死後五十年依舊不斷地重印與再版。他也出版關於歷史上德語語法的文章。
他對英語方言有著強烈的興趣，其1893年出版的《Windhill Dialect Grammar》被認為是「在英格蘭第一個如此的語法書（the first grammar of its kind in England）」。除此之外，毫無爭議性地，他最偉大的成就是對在1898年到1905年間，分成六冊出版的「英語方言辭典」（English Dialect Dictionary）的編撰，最初這東西的編撰是自費的。這作品至今依舊是一部非常好的著作，它是對十九世紀末尾時英語各方言的寫照。在撰寫其辭典的過程中，他組建了一個委員會以搜集約克郡方言的資料，這導致了1897年約克郡方言學會（Yorkshire Dialect Society）這號稱是目前世界上最老的方言學會的出現。而萊特也是《方言測試》（Dialect Test）一書的作者。一所加拿大大學亦為萊特提供了一個每年薪水£500的地點，這待遇非常地好，不過萊特他選擇完成其辭典，而這工作是沒有任何支持者財務上的支援的。
在1896年，他與伊莉莎白·瑪莉·李（Elizabeth Mary Lea，1863—1958年）結婚，而其妻也是他的古英語和中古英語語法著作的共同作者。伊莉莎白亦是《鄉談野語與民間傳說》（Rustic Speech and Folklore，1913年由Oxford University Press出版）一書的作者，這本著作中她提到了他們夫妻倆以步行和單車至约克郡谷地的旅行，以及許多的文章與短文。她協助約瑟夫的生活的生活並寫了傳記文《約瑟夫·萊特的生活》（The Life of Joseph Wright）。
1930年2月27日，74歲的他因肺炎而病逝於牛津的家中。

## 影響
萊特是名作家與語言學家J·R·R·托尔金早期非常重要的影響者，亦是托爾金在牛津大學的老師。和萊特老師學習《哥德語語法》（Grammar of the Gothic Language）一事似乎是托爾金人生重要的轉捩點。
在撰寫辭典時，萊特與托马斯·哈代常常往來。除此之外，維吉尼亞·吳爾夫亦對萊特有著很大的讚許。吳爾夫曾在自己的日記裡提到萊特道：「學習的勝利，即做出一些永久的、紮實的成就來。現在大家都因他的緣故而知道這個方言的存在。」（The triumph of learning is that it leaves something done solidly for ever. Everybody knows now about dialect, owing to his dixery.）萊特也是吳爾夫小說《歲月》的早期版本《The Pargiters》中的角色Mr Brook的原型。
萊特的論文被保存於牛津大學的博德利圖書館中。

## 外部連結
- Joseph Wright的作品  - 古騰堡計劃
- Archives Hub: Papers of Joseph Wright
- Wright's Old High German Primer
- Wright's Middle High German Primer （页面存档备份，存于）
- Wright's Grammar of the Gothic Language （页面存档备份，存于）
- Yorkshire Dialect Society: Brief History （页面存档备份，存于）
- Digitisation of the English Dialect Dictionary
- Portraits of Linguists and their Studies in the area of Old Germanic Languages （页面存档备份，存于）
- J.R.R. Tolkien By Brian Compton （页面存档备份，存于）
- "From woollen mills to dreaming spires"[永久] (Oxford Times, 28th February 2008)

## 延伸閱讀
- Elizabeth Mary Wright, The Life of Joseph Wright (Oxford University Press, 1932).
- R. W. Holder, The Dictionary Men. Their lives and times (Bath University Press, 2005). ISBN 0-86197-129-9.
- "Secure future for Comparative Philology Chair" in Oxford Blueprint; The newsletter of the University of Oxford Vol. 3 Issue 11 5 June 2003 .
- Rowena Fowler, "Virginia Woolf: Lexicographer" in English Language Notes xxxix (2002), pp. 54–70 —  postprint （页面存档备份，存于）.
- Jacqueline Simpson & Steve Roud, A Dictionary of English Folklore (Oxford University Press, 2000) — extract.
- Humphrey Carpenter, Tolkien: A Biography (New York: Ballantine Books, 1977). ISBN 0-04-928037-6.